# 爱恨恢恢
《爱恨恢恢》是女歌手周迅为3D大型多人在线角色扮演游戏《诛仙》所唱的主题歌，作词林夕，作曲小柯，时长5分钟，2009年8月19日发行。该歌曲是林夕、小柯继《北京欢迎你》之后第二次合作。在MV中，周迅出演碧瑶。该歌曲在劲歌王榜2009年第45周中排行第一名。台湾音乐MV教父林炳存、奥运歌曲《北京欢迎你》制作团队一同合作推出了该歌曲的MV。

## 相关歌曲
- 《诛仙恋》
- 《诛仙我回来》
- 《相思引》
- 《情醉》
- 《敢不敢爱》
- 《青春不下线》